# Strzelec z Bengalu
Strzelec z Bengalu (ang. Wee Willie Winkie) – amerykański film z 1937 roku w reżyserii Johna Forda.

## Obsada
- Shirley Temple
- Victor McLaglen

## Nagrody i nominacje
| Nazwa nagrody | Wygrane            | Nominacje                                                        |
| ------------- | ------------------ | ---------------------------------------------------------------- |
| Oscar         | 1938 bez rezultatu | 1938 Najlepsza scenografia David S. Hall oraz William S. Darling |